# Relé de Buchholz

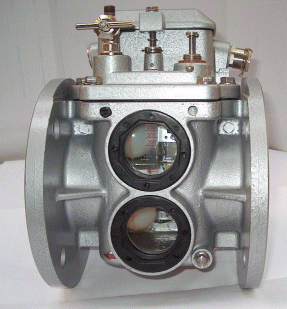
Relé Buchholz.

Un relé Buchholz es un dispositivo de seguridad que se monta en algunos transformadores en baño de aceite que van equipados con un depósito externo de expansión en su parte superior. El relé Buchholz se usa como dispositivo de protección contra fallos del dieléctrico en el interior del equipo.

## Historia
Este dispositivo fue desarrollado en 1921 por Max Buchholz (1875-1956), un ingeniero alemán con numerosas patentes en el campo de la ingeniería eléctrica. Los relés Buchholz han sido aplicados a lo largo de la historia en la fabricación de grandes transformadores desde la década de 1940.

## Funcionamiento
Dependiendo del modelo, el relé puede detectar varios tipos de fallos del transformador. En caso de acumulación lenta de gas, posiblemente debida a una ligera sobrecorriente, el gas producido por la descomposición química del aceite aislante se acumula en la parte superior del relé y provoca el descenso del nivel de aceite. Un interruptor de nivel en el relé se usa para disparar una señal de alarma. Este mismo interruptor también puede servir para detectar cuando el nivel de aceite es bajo, como en el caso de una pequeña fuga del refrigerante.
Si se forma un arco la acumulación de gas es repentina y el aceite fluye rápidamente hacia el depósito de expansión. Este flujo de aceite actúa sobre el interruptor accionado por una veleta situada en la trayectoria del aceite en movimiento. Este interruptor normalmente activa un disruptor para desconectar el aparato antes de que el fallo cause daños adicionales.
El relé de Buchholz tiene una compuerta de pruebas que permite que el gas acumulado sea retirado para realizar ensayos (habitualmente por cromatografía de gases). Las proporciones relativas de gases permite diagnosticar el tipo de falla que produjo la descomposición del aceite. En caso de que se encuentre aire, significa que el nivel de aceite es bajo, o bien que existe una pequeña pérdida.